# Julio Alberto Amores
Amores  Palacios est un nom espagnol. Le premier nom de famille, en général paternel, est Amores ; le second, en général maternel, souvent omis, est Palacios.
Julio Alberto Amores Palacios, né le 12 mars 1993 à Novelda, est un coureur cycliste espagnol.

## Palmarès sur piste

### Championnats du monde
- Cali 2014
  - 19e du scratch
- Londres 2016
  - 13e de la poursuite par équipes

### Championnats du monde juniors
- Moscou 2011
  -  Médaillé de bronze de l'américaine juniors

### Championnats d'Europe
- Anadia 2011
  -  Champion d'Europe de la course aux points juniors
- Anadia 2012
  -  Médaillé de bronze de l'américaine espoirs

### Championnats nationaux
- 2009
  -  Champion d'Espagne de poursuite individuelle cadets
  -  Champion d'Espagne de la course aux points cadets
  -  Champion d'Espagne de poursuite par équipes cadets
  -  Champion d'Espagne de vitesse par équipes cadets
- 2010
  -  Champion d'Espagne de poursuite juniors
  -  Champion d'Espagne de la course aux points juniors
- 2011
  -  Champion d'Espagne du scratch espoirs
  -  Champion d'Espagne de poursuite juniors
  -  Champion d'Espagne de l'omnium juniors
  -  Champion d'Espagne de l'américaine juniors (avec Francisco Alamilla)
- 2014
  -  Champion d'Espagne du scratch
  -  Champion d'Espagne de l'américaine (avec Sebastián Mora)
  -  Champion d'Espagne de poursuite individuelle espoirs
  -  Champion d'Espagne de la course aux points espoirs
  -  Champion d'Espagne du scratch espoirs
- 2015
  -  Champion d'Espagne de l'américaine (avec Sebastián Mora)
  - 3e du championnat d'Espagne de poursuite par équipes
  - 3e du championnat d'Espagne de scratch
- 2016
  - 2e du championnat d'Espagne de l'américaine
  - 2e du championnat d'Espagne de course aux points
  - 3e du championnat d'Espagne de poursuite par équipes
- 2018
  -  Champion d'Espagne de l'omnium
  - 3e du championnat d'Espagne de poursuite par équipes

### Autres compétitions
- Trois Jours d'Aigle : 2015 (avec Sebastián Mora)

## Palmarès sur route

### Par année
| - 2013 - 3e du Zumaiako Saria - 2014 - Carrera del Pavo - 2015 - Gran Premi Ajuntament de Traiguera - 2e du Gran Premio Primavera de Ontur - 2016 - Clásica de la Chuleta - 4e étape du Tour de Zamora - Trofeo Santa María Magdalena - Trofeu Sant Bartomeu - 2e étape du Tour de la province de Valence - 2e du championnat d'Espagne sur route amateurs - 2017 - 1re étape du Tour de la Guadeloupe - 2019 - Champion d'Espagne sur route amateurs - Trofeu Joan Escolà - Clàssica Isaac Galvez | - 2021 - 5e, 6e et 7e épreuves du Torneo Interclubs Vinalopó - 2022 - Trofeo Express Car - 2023 - 2e et 6e épreuves du Torneo Interclub Vega Baja - Trofeo Express Car - Mémorial Manuel Salinas - 2024 - 7e épreuve du Torneo Interclubs Vinalopó - 2e et 3e épreuves du Torneo Interclub Vega Baja - Trofeo Virgen del Carmen - 2025 - 6e épreuve du Torneo Interclubs Vinalopó - 8e épreuve de l'Interclub Campo de Cartagena |  |

### Classements mondiaux
| Année            | 2017 |
| ---------------- | ---- |
| UCI America Tour | 300e |